# إد كالافات
إد كالافات (بالإنجليزية: Ed Kalafat)‏ مواليد 13 أكتوبر 1932، هو لاعب كرة سلة أمريكي معتزل. بدأ مسيرته الاحترافية في سنة 1954. تم اختياره من قبل فريق لوس أنجلوس ليكرز خلال الدرافت. لعب كرة السلة الجامعية في جامعة مينيسوتا. اعتزل اللعب في 1957.

## روابط خارجية
- إد كالافات على موقع إن بي أي (الإنجليزية)
- إد كالافات على موقع سبورتس رفرنس (الإنجليزية)
- إد كالافات على موقع كلية كرة السلة في سبورتس رفرنس.كوم (الإنجليزية)
- إد كالافات على موقع ريلجم (الإنجليزية)
- إد كالافات على موقع بروبوليرز (الإنجليزية)